# جون هوراس فورني
جون هوراس فورني (بالإنجليزية: John Horace Forney)‏ هو عسكري أمريكي، ولد في 12 أغسطس 1829 في مقاطعة لينكن في الولايات المتحدة، وتوفي في 13 سبتمبر 1902 في جاكسونفيل في الولايات المتحدة.